# نیلک
نیلک (نام علمی: Amorpha) نام یک سرده از تیره باقلاییان است.